# Моршанск
Моршанск (рус. Моршанск) град је у Русији у Тамбовској области. Према попису становништва из 2010. у граду је живело 41556 становника.

## Становништво
| 1939.  | 1959.  | 1970.  | 1979.  | 1989.  | 2002.  | 2010.  |
| ------ | ------ | ------ | ------ | ------ | ------ | ------ |
| 35.193 | 40.924 | 44.245 | 47.655 | 50.055 | 44.486 | 41.556 |